# Rashida Jones
Rashida Leah Jones (Los Angeles, 25 febbraio 1976) è un'attrice, sceneggiatrice e produttrice cinematografica statunitense.
Conosciuta per aver partecipato come Ann Perkins nella serie televisiva Parks and Recreation (2009-2015), è apparsa come Louisa Fenn nella serie tv Boston Public (2000-2002) e come Karen Filippelli nella serie tv The Office (2006-2011). Dal 2016 al 2019 Jones ha recitato nella serie Angie Tribeca. È anche conosciuta per aver recitato in film come I Love You, Man (2009), The Social Network (2010), Quell'idiota di nostro fratello (2011), I Muppet (2011), Separati innamorati (2012) e Prendimi! (2018). Il suo ultimo lavoro come co-sceneggiatrice è stato Toy Story 4 (2019).
Come regista, ha diretto il primo episodio di Hot Girls Wanted, una serie focalizzata sull’industria del sesso. È stata anche produttrice esecutiva di questa serie. Nel 2018 il documentario Quincy, su suo padre Quincy Jones, ha debuttato su Netflix ed ha anche vinto un Grammy Award per il miglior film musicale.

## Biografia
Nata in California, figlia del produttore discografico Quincy Jones e della sua terza moglie, l'attrice Peggy Lipton, è cresciuta a Bel Air. Il padre è afroamericano mentre la madre è ebrea, e Rashida ha una sorella maggiore, Kidada Jones, anch'ella attrice, e cinque fratellastri nati da altre relazioni del padre.
Ha effettuato gli studi presso la Buckley School a Sherman Oaks, dove ha fatto parte della National Honor Society, ha inoltre frequentato una scuola ebraica. I suoi genitori divorziarono quando Jones aveva 14 anni; la sorella è rimasta a vivere con il padre mentre lei si è trasferita a Brentwood con la madre. Dopo il liceo, Jones lascia la California per studiare ad Harvard, con l'intenzione di diventare avvocata, ma ben presto si è fatta coinvolgere dalle varie attività inerenti al mondo dello spettacolo. Ha studiato religione e filosofia, laureandosi nel 1997.

### Carriera
Debutta professionalmente nel 1997, partecipando alla miniserie televisiva L'ultimo padrino, basata sull'omonimo romanzo di Mario Puzo, successivamente partecipa alle produzioni indipendenti Myth America e East of A e al film TV Women. Prende parte ad un episodio di Freaks and Geeks, prima di approdare alla serie televisiva Boston Public, dove dal 2000 al 2002 interpreta il ruolo di Louisa Fenn. Nell'ultimo anno di permanenza in Boston Public ottiene una candidatura agli NAACP Image Awards.
In seguito recita con Adam Brody nel cortometraggio Roadside Assistance e ottiene un piccolo ruolo in Full Frontal di Steven Soderbergh. Nel 2003 appare in Death of a Dynasty, invece l'anno successivo recita nel film della HBO diretto da Sidney Lumet Strip Search, ma nella versione finale del film le sue scene vengono tagliate. Dopo aver preso parte alla commedia Tutte le ex del mio ragazzo, interpreta il ruolo della detective Carla Merced nella serie poliziesca di breve vita Wanted. Appare nei film The Ten e Role Models, entrambi diretti da David Wain, ma in quest'ultimo la sua parte è stata tagliata nella versione per le sale, comparendo solo nella versione DVD e Blu-ray Disc.
Nel settembre del 2006 entra nel cast della serie televisiva The Office, dove fino al 2009 ha interpretato il ruolo di Karen Filippelli. Nel 2008 partecipa alla serie di breve vita Unhitched, prodotta dai fratelli Farrelly, al cinema prende parte a Brief Interviews with Hideous Men, basato su una raccolta di racconti di David Foster Wallace e presentato in concorso al Sundance Film Festival 2009, e alla commedia I Love You, Man, dov'è Zooey la fidanzata di Paul Rudd. Dopo la fine della sua esperienza in The Office, recita in una nuova serie televisiva, ovvero Parks and Recreation della NBC, dove ha il ruolo dell'infermiera Ann Perkins.
Nel 2010 recita al fianco di Bruce Willis e Tracy Morgan in Poliziotti fuori e partecipa al film di David Fincher The Social Network, che racconta la storia dei fondatori di Facebook, interpretati da Jesse Eisenberg, Andrew Garfield e Justin Timberlake. Nel 2012 debutta come sceneggiatrice, scrivendo assieme a Will McCormack il film Separati innamorati, di cui è anche interprete al fianco di Andy Samberg. Il film è stato presentato in anteprima al Sundance Film Festival. Ha presentato per la stagione 2014 al network The CW la serie Ladyballs, scritta a quattro mani con la sorella Kidada Jones. Dal 2016 è la protagonista di Angie Tribeca.

### Altri lavori

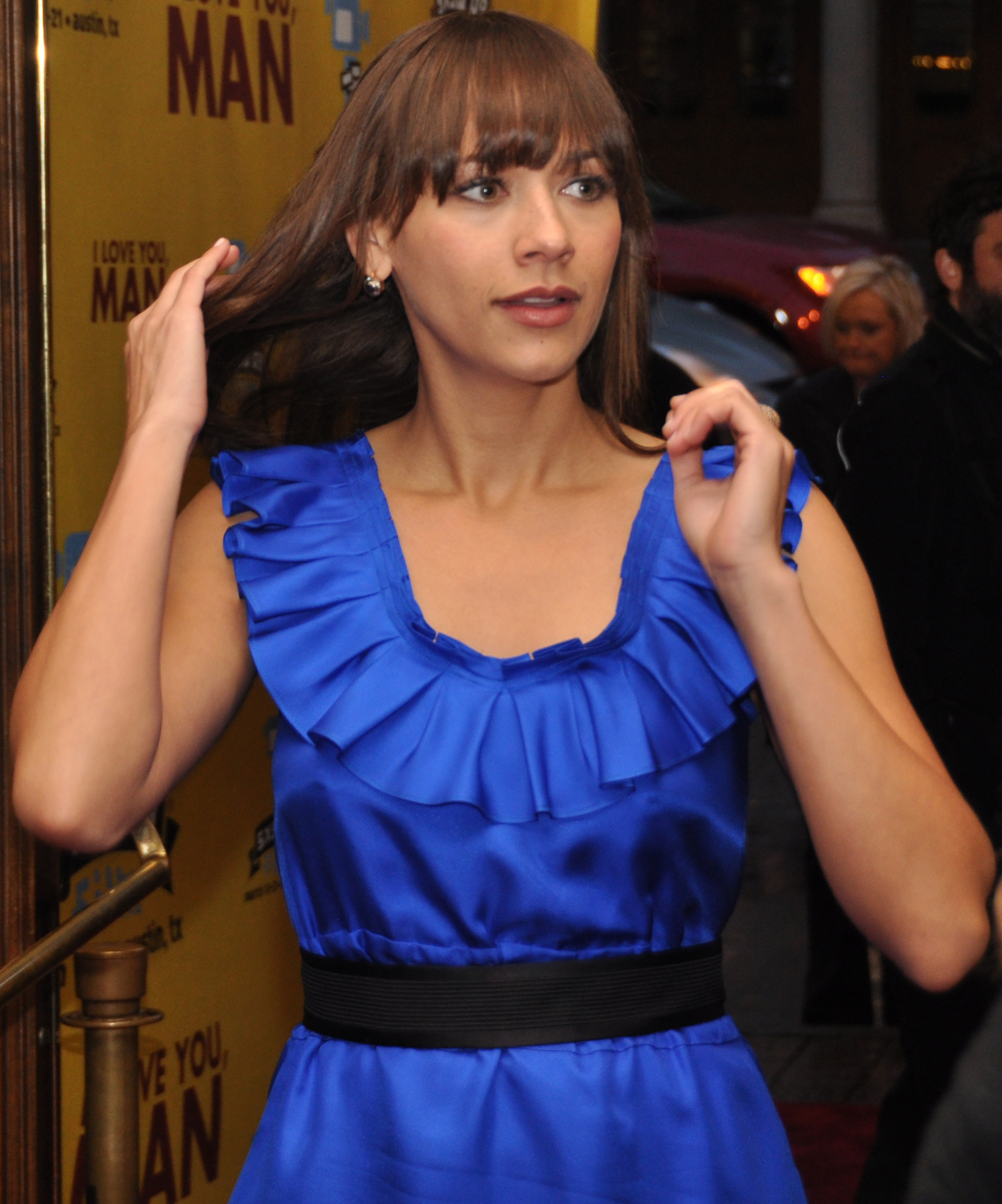
Rashida Jones ad Austin per la prima di I Love You, Man (2009)

Come cantante, ha collaborato con i Maroon 5, partecipando ai cori delle tracce Tangled, Secret e Not Coming Home del loro album di debutto Songs About Jane, e alla canzone Kiwi, inclusa nel loro successivo album It Won't Be Soon Before Long. Jones ha partecipato all'album tributo a Tupac Shakur The Rose that Grew from Concrete, ha inoltre interpretato canzoni per le colonne sonore dei film The Baxter, The Ten e Reno 911!: Miami.
Come modella è apparsa su numerose riviste e ha preso parte a spot televisivi per l'azienda Gap. È stata inclusa più volte dalla rivista People tra le persone più belle del mondo, mentre il magazine Harper's Bazaar l'ha inserita nella classifica delle donne meglio vestite d'America. È apparsa in alcuni videoclip, tra cui Long Road to Ruin dei Foo Fighters.

## Vita privata
Sebbene sia cresciuta come ebrea, ha iniziato a praticare l'induismo assieme alla madre durante l'adolescenza, dopo aver visitato un Āśrama in India. Successivamente è tornata a praticare l'ebraismo.
È stata fidanzata tra il 2003 e il 2004 con il produttore musicale Mark Ronson. Nel 2018 ha avuto un figlio con il compagno Ezra Koenig, frontman della band Vampire Weekend.
È stata un'amica del rapper Tupac Shakur, che era fidanzato con sua sorella Kidada prima di essere ucciso. Il rapporto con Shakur era iniziato in modo burrascoso, quando nel 1994 gli scrisse una lettera aperta per rispondere alle sferzanti affermazioni del rapper sul matrimonio interrazziale dei suoi genitori.

## Filmografia

### Attrice

#### Cinema
- Myth America, regia di Galt Niederhoffer (1999)
- East of A, regia di Amy Goldstein (2000)
- Roadside Assistance, regia di Jennifer Derwingson (2001) – cortometraggio
- Full Frontal, regia di Steven Soderbergh (2002)
- Now You Know, regia di Jeff Anderson (2002)
- Death of a Dynasty, regia di Damon Dash (2003)
- Tutte le ex del mio ragazzo (Little Black Book), regia di Nick Hurran (2004)
- The Ten, regia di David Wain (2007)
- Life in Flight, regia di Tracey Hecht (2008)
- Prop 8: The Musical, regia di Adam Shankman (2008) – cortometraggio
- Brief Interviews with Hideous Men, regia di John Krasinski (2009)
- I Love You, Man, regia di John Hamburg (2009)
- Monogamy, regia di Dana Adam Shapiro (2010)
- Poliziotti fuori - Due sbirri a piede libero (Cop Out), regia di Kevin Smith (2010)
- The Social Network, regia di David Fincher (2010)
- Amici di letto (Friends with Benefits), regia di Will Gluck (2011)
- Quell'idiota di nostro fratello (Our Idiot Brother), regia di Jesse Peretz (2011)
- Un anno da leoni (The Big Year), regia di David Frankel (2011)
- I Muppet (The Muppets), regia di James Bobin (2011)
- Separati innamorati (Celeste and Jesse Forever), regia di Lee Toland Krieger (2012)
- Annie Parker (Decoding Annie Parker), regia di Steven Bernstein (2013)
- Cuban Fury, regia di James Griffiths (2014)
- Matters of the Heart, regia di Tracey Hecht (2015)
- Zoe, regia di Drake Doremus (2018)
- Prendimi! (Tag), regia di Jeff Tomsic (2018)
- Il rumore della vita (The Sound of Silence), regia di Michael Tyburski (2019)
- On the Rocks, regia di Sofia Coppola (2020)

#### Televisione
- L'ultimo padrino (The Last Don) – miniserie TV (1997)
- Women (If These Walls Could Talk 2) – film TV (2000)
- Freaks and Geeks – serie TV, 1 episodio (2000)
- Boston Public – serie TV, 26 episodi (2000-2002)
- Chappelle's Show – serie TV, 2 episodi (2003-2004)
- Strip Search – film TV (2004) (scene tagliate)
- NY-LON – serie TV, 7 episodi (2004)
- Stella – serie TV, 1 episodio (2005)
- Wanted – serie TV, 13 episodi (2005)
- Our Thirties – film TV (2005)
- The Office – serie TV, 25 episodi (2006-2009)
- Unhitched – serie TV, 6 episodi (2008)
- Parks and Recreation – serie TV, 105 episodi (2009-2015)
- Wilfred – serie TV, 1 episodio (2011)
- Web Therapy – serie TV, 4 episodi (2011-2014)
- Key & Peele – serie TV, 1 episodio (2014)
- A Very Murray Christmas – film TV (2015)
- Angie Tribeca – serie TV, 40 episodi (2016-2018)
- #blackAF - serie TV, 8 episodi (2020)
- Silo - serie TV, 1 episodio (2023)
- Sunny - serie TV (2024)
- Black Mirror - serie tv, 1 episodio (2025)

#### Videoclip
- More Than A Woman, Aaliyah (2002)
- Be Gentle With Me, The Boy Least Likely To (2005)
- Long Road to Ruin, Foo Fighters (2007)
- We Are The World 25 for Haiti, Artist for Haiti (2010)
- Make Some Noise, Beastie Boys (2011)
- Part II (On The Run), Jay-Z featuring Beyoncè (2014)
- Flip and Rewind, Boss Selection featuring Rashida Jones (2016)
- Family Feud, Jay-Z featuring Beyoncè (2017)
- Nice for What, Drake (2018)

### Regista
- Sara Bareilles: Brave, videomusicale (2013)
- Hot Girls Wanted, miniserie TV, episodio 1x01 (2017)
- Angie Tribeca, serie TV, episodi 3x01 e 4x10 (2017-2018)
- Quincy, documentario (2018)
- #BlackAF, serie TV, episodio 1x03 (2020)

### Doppiatrice
- Spie sotto copertura (Spies in Disguise), regia di Nick Bruno e Troy Quane (2019)
- Klaus - I segreti del Natale, regia di Sergio Pablos (2019)

### Sceneggiatrice
- Separati innamorati (Celeste and Jesse Forever), regia di Lee Toland Krieger (2012)
- Toy Story 4, regia di Josh Cooley (2019)

### Produttrice
- The Ten, regia di David Wain (2007)
- Separati innamorati (Celeste and Jesse Forever), regia di Lee Toland Krieger (2012)
- Angie Tribeca – serie TV, 20 episodi (2016-2018)
- Claws – serie TV (2017)

## Riconoscimenti
- Grammy Award
  - 2019 – Miglior film musicale per Quincy[10]

- Independent Spirit Awards
  - 2013 – Candidatura – Miglior sceneggiatura d'esordio per Separati innamorati[11]

- Premio Emmy
  - 2015 – Candidatura – Eccezionali meriti nella produzione di documentari per Hot Girls Wanted[12]

- Satellite Award
  - 2021 – Candidatura – Miglior attrice in un film commedia o musicale per On the Rocks[13]

## Doppiatrici italiane
- Stella Musy in I Love You, Man, Angie Tribeca, Separati innamorati, On the Rocks, Silo, Black Mirror
- Sabrina Duranti in Boston Public, Amici di letto, Quell'idiota di nostro fratello
- Barbara De Bortoli in Poliziotti fuori - Due sbirri a piede libero, The Social Network
- Laura Lenghi in Wanted, Prendimi!
- Cristina Boraschi in Tutte le ex del mio ragazzo
- Claudia Catani in Parks and Recreation
- Letizia Scifoni in Web Therapy
- Emanuela Rossi in Un anno da leoni
- Francesca Fiorentini ne I Muppet
- Chiara Francese in Annie Parker
- Ilaria Latini in Wilfred
- Perla Liberatori in Black-ish

Da doppiatrice è sostituita da:
- Daniela Calò ne Il Grinch
- Ambra Angiolini in Klaus
- Eleonora Reti in Spie sotto copertura
- Giulia Catania in Duncanville